# Suvorovo
Suvorovo (búlgaro:Суворово) é uma cidade da Bulgária, localizada no distrito de Varna. A sua população era de 4,723 habitantes segundo o censo de 2010.

## População
| Suvorovo | Suvorovo | Suvorovo | Suvorovo | Suvorovo | Suvorovo | Suvorovo | Suvorovo | Suvorovo | Suvorovo | Suvorovo | Suvorovo | Suvorovo | Suvorovo | Suvorovo | Suvorovo | Suvorovo | Suvorovo | Suvorovo | Suvorovo |
| --- | -------- | -------- | -------- | -------- | -------- | -------- | -------- | -------- | -------- | -------- | -------- | -------- | -------- | -------- | -------- | -------- | -------- | -------- | -------- |
| Ano | 1887     | 1910     | 1934     | 1946     | 1956     | 1965     | 1975     | 1985     | 1992     | 2001     | 2002     | 2003     | 2004     | 2005     | 2006     | 2007     | 2008     | 2009     | 2010     |
| População |          |          |          | …        | …        | …        | …        | 4,790    | 4,799    | 4,774    | 4,702    | 4,589    | 4,535    | 4,529    | 4,529    | 4,545    | 4,555    | 4,618    | 4,723    |
| Fontes: Instituto Nacional de Estatísticas, „citypopulation.de“, „pop-stat.mashke.org“, Bulgarian Academy of Sciences |          |          |          |          |          |          |          |          |          |          |          |          |          |          |          |          |          |          |          |